# Sainte-Beuve-en-Rivière
Sainte-Beuve-en-Rivière è un comune francese di 200 abitanti situato nel dipartimento della Senna Marittima nella regione della Normandia.

## Società

### Evoluzione demografica
Abitanti censiti